# Terra de la Princesa Marta
La Terra de la Princesa Marta, en anglès, Princess Martha Coast, és la part de la costa de la Terra de la Reina Maud que es troba entre la longitud 05° E i el final del la Glacera de Stancomb-Wills, a 20° W. Tota la línia de costa està encerclada per capes de glaç amb penya-segats de gel de 20 a 35 m d'alt.
La Terra de la Princesa Marta va ser la primera part del continent antàrtic descoberta per un humà, Fabian von Bellingshausen i Mikhail Lazarev el 1820. El nom de "Terra de la Corona de la Princesa Martha" va ser originàriament aplicat pel Capità. Hjalmar Riiser-Larsen a la secció de la costa veïna a Cap Norvegia el qual ell descobrí i va ser cartografiat des de l'aire el febrer de 1930.
Rep el nom en honor de la  princesa hereva de Noruega, Marta de Suècia.
L'estació de recerca Base Troll es troba a la part oriental a 235 km de la costa. Té capacitat per 4 persones.